# وانگ کوانان
وانگ کوانان (چینی: 王全安; پین‌یین: Wáng Quán'ān، انگلیسی: Wang Quan'an؛ زادهٔ ۱۹۶۵) یک کارگردان، فیلم‌نامه‌نویس، تهیه‌کننده، و تدوین‌گر اهل جمهوری خلق چین است.
او از آکادمی فیلم پکن در سال ۱۹۹۱ میلادی فارغ‌التحصیل شد. وانگ در پایان یک رایطهٔ ده ساله با یو نان، در سال ۲۰۰۹ میلادی از وی جدا شد.
در ۱۸ آوریل ۲۰۱۱ وی و ژانگ یوچی با هم ازدواج کردند. اما وانگ اعلام کرد که این دو در ۲ ژوئیه ۲۰۱۵ از یکدیگر جدا شده‌اند.
در ۱۵ سپتامبر ۲۰۱۴، وانگ کوانان با یک زن در پکن به جرم فحشا دستگیر شده بود.

## فیلم‌شناسی

### به عنوان کارگردان
| سال  | عنوان         | عنوان چینی | توضیح                                                               |
| ---- | ------------- | ---------- | ------------------------------------------------------------------- |
| ۱۹۹۹ | ماه‌گرفتگی     | 月蚀       | حضور در بیست و دومین جشنواره بین‌المللی فیلم مسکو                    |
| ۲۰۰۴ | Jingzhe       | 惊蛰       | با نام داستان اِرمی نیز شناخته می‌شود                                 |
| ۲۰۰۶ | ازدواج تویا   | 图雅的婚事 | برندهٔ جایزهٔ خرس طلایی از جشنواره فیلم برلین در سال ۲۰۰۷             |
| ۲۰۰۹ | دختر پارچه‌باف | 纺织姑娘   | برنده جایزه هیئت داوران در جشنواره بین‌المللی فیلم مونترآل؛ سال ۲۰۰۹ |
| ۲۰۱۰ | جدا باهم      | 團圓       | برنده جایزهٔ بهترین فیلمنامه در شصتمین جشنواره بین‌المللی فیلم برلین  |
| ۲۰۱۱ | دشت آهوی سفید | 白鹿原     | حضور در شصت و دومین جشنواره بین‌المللی فیلم برلین                    |